# Eerste divisie (rugby)
De eerste divisie is de hoogste afdeling van het Belgische rugby.

## Omschrijving
Er nemen acht teams deel aan de competitie. De inrichtende macht is de Belgische Rugby Bond (FBRB).

## Competitie
De huidige teams in de eerste divisie van het rugby zijn:
| Ploeg                  | Gemeente    |
| ---------------------- | ----------- |
| Kituro Schaarbeek RC   | Schaarbeek  |
| Boitsfort Rugby Club   | Bosvoorde   |
| Dendermonde Rugby Club | Dendermonde |
| Rugby Club La Hulpe    | Terhulpen   |
| RFCL Rugby Liège       | Luik        |

| Ploeg                | Gemeente  |
| -------------------- | --------- |
| ASUB Rugby Waterloo  | Waterloo  |
| Rugby Ottignies Club | Ottignies |
| RC Frameries         | Frameries |
| RC Soignies          | Zinnik    |
| Coq Mosan            | Dalhem    |

## Erelijst
- 1936/37: Antwerp British SC
- 1937/38: Royal Beerschot AC
- 1938/39: RSC Anderlecht Rugby
- 1939/45: Geen competitie
- 1945/46: RSC Anderlecht Rugby
- 1946/47: RSC Anderlecht Rugby
- 1947/48: RSC Anderlecht Rugby
- 1948/49: RSC Anderlecht Rugby
- 1949/50: RSC Anderlecht Rugby
- 1950/51: RSC Anderlecht Rugby
- 1951/52: RSC Anderlecht Rugby
- 1952/53: RSC Anderlecht Rugby
- 1953/54: RSC Anderlecht Rugby
- 1954/55: RSC Anderlecht Rugby
- 1955/56: RSC Anderlecht Rugby
- 1956/57: Racing Jet Bruxelles
- 1957/58: RSC Anderlecht Rugby
- 1958/59: RSC Anderlecht Rugby
- 1959/60: Racing Jet Bruxelles
- 1960/61: Racing Jet Bruxelles
- 1961/62: Racing Jet Bruxelles
- 1962/63: ASUB Rugby Waterloo
- 1963/64: RSC Anderlecht Rugby
- 1964/65: ASUB Rugby Waterloo
- 1965/66: RSC Anderlecht Rugby
- 1966/67: Kituro Schaarbeek RC
- 1967/68: ASUB Rugby Waterloo
- 1968/69: ASUB Rugby Waterloo
- 1969/70: RSC Anderlecht Rugby
- 1970/71: RSC Anderlecht Rugby
- 1971/72: RSC Anderlecht Rugby
- 1972/73: BUC Saint-Josse RC
- 1973/74: RSC Anderlecht Rugby
- 1974/75: Rugby Coq Mosan
- 1975/76: Rugby Coq Mosan
- 1976/77: Rugby Coq Mosan
- 1977/78: ASUB Rugby Waterloo
- 1978/79: ASUB Rugby Waterloo
- 1979/80: ASUB Rugby Waterloo
- 1980/81: Rugby Coq Mosan
- 1981/82: Rugby Coq Mosan
- 1982/83: Rugby Coq Mosan
- 1983/84: ASUB Rugby Waterloo
- 1984/85: Brussels Barbarians
- 1985/86: ASUB Rugby Waterloo
- 1986/87: ASUB Rugby Waterloo
- 1987/88: ASUB Rugby Waterloo
- 1988/89: ASUB Rugby Waterloo
- 1989/90: Boitsfort RC
- 1990/91: Boitsfort RC
- 1991/92: Boitsfort RC
- 1992/93: Boitsfort RC
- 1993/94: ASUB Rugby Waterloo
- 1994/95: Boitsfort RC
- 1995/96: Kituro Avia Schaarbeek RC
- 1996/97: Boitsfort RC
- 1997/98: ASUB Rugby Waterloo
- 1998/99: Boitsfort RC
- 1999/00: RC Visé
- 2000/01: Boitsfort RC
- 2001/02: Boitsfort RC
- 2002/03: Boitsfort RC
- 2003/04: Boitsfort RC
- 2004/05: Boitsfort RC
- 2005/06: Boitsfort RC
- 2006/07: Boitsfort RC
- 2007/08: Boitsfort RC
- 2008/09: Kituro Avia Schaarbeek RC
- 2009/10: Boitsfort RC
- 2010/11: Kituro Avia Schaarbeek RC[2]
- 2011/12: Dendermonde RC
- 2012/13: ASUB Rugby Waterloo
- 2013/14: ASUB Rugby Waterloo
- 2014/15: Kituro Avia Schaarbeek RC
- 2015/16: Dendermonde RC
- 2016/17: Dendermonde RC
- 2017/18: Dendermonde RC
- 2018/19: Rugby Club La Hulpe
- 2019/20: Afgelast (COVID 19)
- 2020/21: Afgelast (COVID 19)
- 2021/22: Rugby Club La Hulpe
- 2022/23: Dendermonde RC
- 2023/24: Dendermonde RC
- 2024/25: Dendermonde RC